# Rho Phoenicis
Rho Phoenicis (ρ Phoenicis) é uma estrela na constelação de Phoenix. Tem uma magnitude aparente visual de 5,23, sendo visível a olho nu em boas condições de visualização. De acordo com sua paralaxe medida pela sonda Gaia, está a uma distância de cerca de 245 anos-luz (75 parsecs) da Terra.
Esta estrela é classificada como uma gigante de classe F com um tipo espectral de F3III, e no diagrama HR, ocupa a parte inferior da faixa de instabilidade. De fato, Rho Phoenicis é uma estrela variável do tipo δ Scuti, variando sua magnitude aparente entre 5,17 e 5,27 com um período curto de aproximadamente 0,1–0,2 dias. O período de pulsação aparentemente varia em uma escala de tempo de semanas, o que indica que a estrela não é uma pulsadora radial simples. A análise das variações de temperatura superficial ao longo dos ciclos de pulsação também apoia essa conclusão. Não é certo se o período de pulsação realmente varia, ou se a curva de luz é simplesmente a sobreposição de vários modos de pulsação estáveis.
Modelos evolucionários indicam que Rho Phoenicis tem uma massa de cerca de 2,1 vezes a massa solar e uma idade próxima de 1 bilhão de anos. A estrela está brilhando com 35 vezes a luminosidade solar e tem uma temperatura efetiva de aproximadamente 6 900 K. Sua metalicidade é alta, com uma abundância geral de metais 25% superior à solar. Anteriormente considerada uma estrela única, a sonda Gaia descobriu uma estrela com o mesmo movimento próprio e paralaxe que Rho Phoenicis, indicando que formam um sistema binário. Essa estrela tem uma magnitude aparente (magnitude G) de 14,7 e está separada de Rho Phoenicis por 7,9 segundos de arco.